# Джумабос
Джумабос (на македонска литературна норма: Џумабос) е село в община Дойран на Северна Македония.

## География
Селото е разположено в планината Боска, северозападно от Дойран.

## История
През XIX век селото е чисто турско. В „Етнография на вилаетите Адрианопол, Монастир и Салоника“, издадена в Константинопол в 1878 година и отразяваща статистиката на населението от 1873 година, Джумая Обаси е посочено като село с 14 домакинства, като жителите му са 26 мюсюлмани. Според статистиката на Васил Кънчов („Македония. Етнография и статистика“) от 1900 г. Джума Оваси е населявано от 65 жители, всички турци.
Според преброяването от 2002 година селото е без жители.